# Felsővadász
Felsővadász is een plaats (község) en gemeente in het Hongaarse comitaat Borsod-Abaúj-Zemplén. Felsővadász telt 553 inwoners (2001).